# Mellau
Mellau – gmina w Austrii w kraju związkowym Vorarlberg, w powiecie Bregencja. Leży w pasmie górskim Las Bregencki, na wysokości 688 m n.p.m. Jest znaną bazą narciarską i ośrodkiem sportowym. Liczy 1293 mieszkańców (1 stycznia 2015).
Jest także dobrym punktem wypadowym w okoliczne szczyty, np: Damülser Mittagsspitze i Kanisfluh.

## Galeria

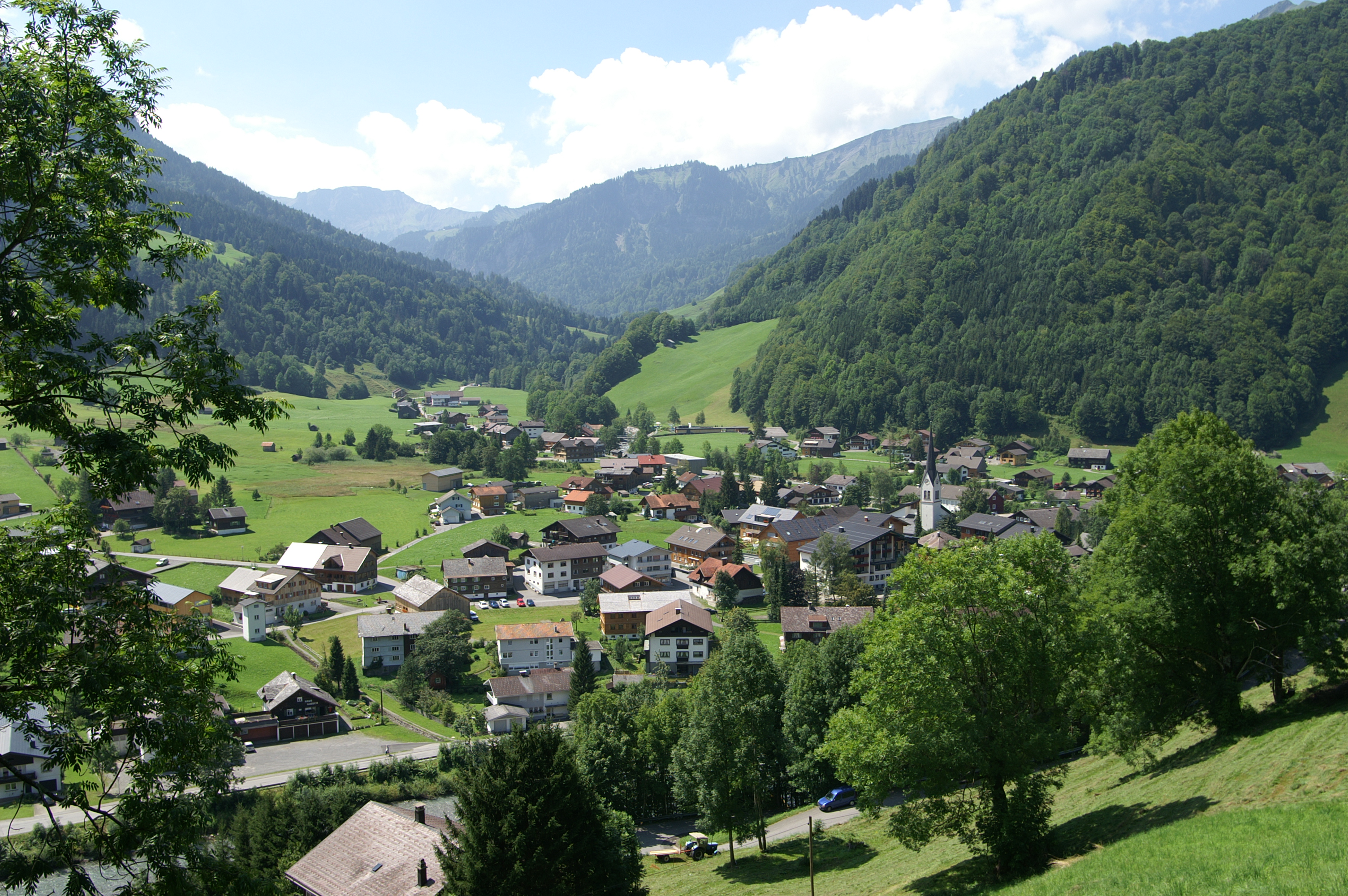
Mellau
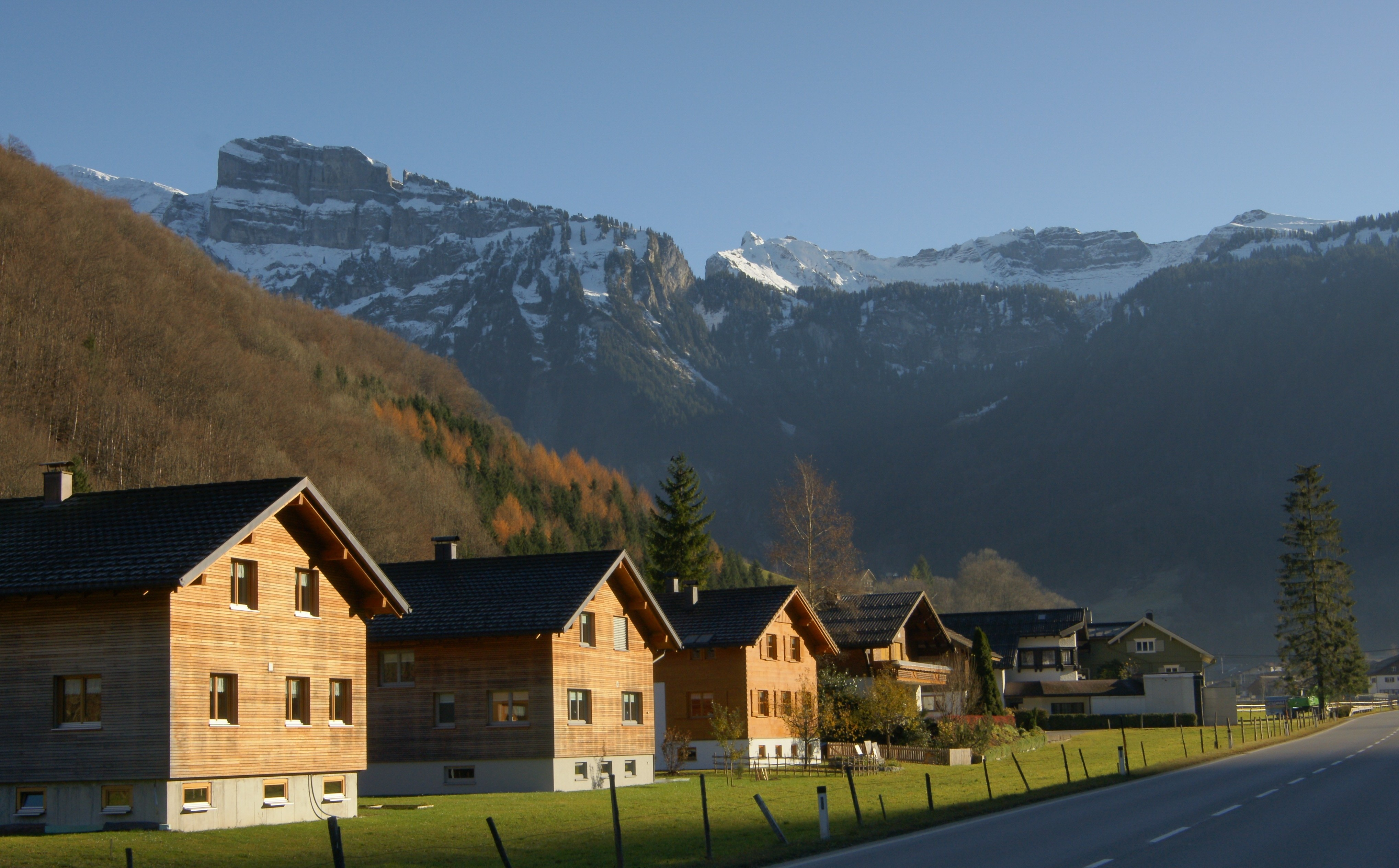
Mellau
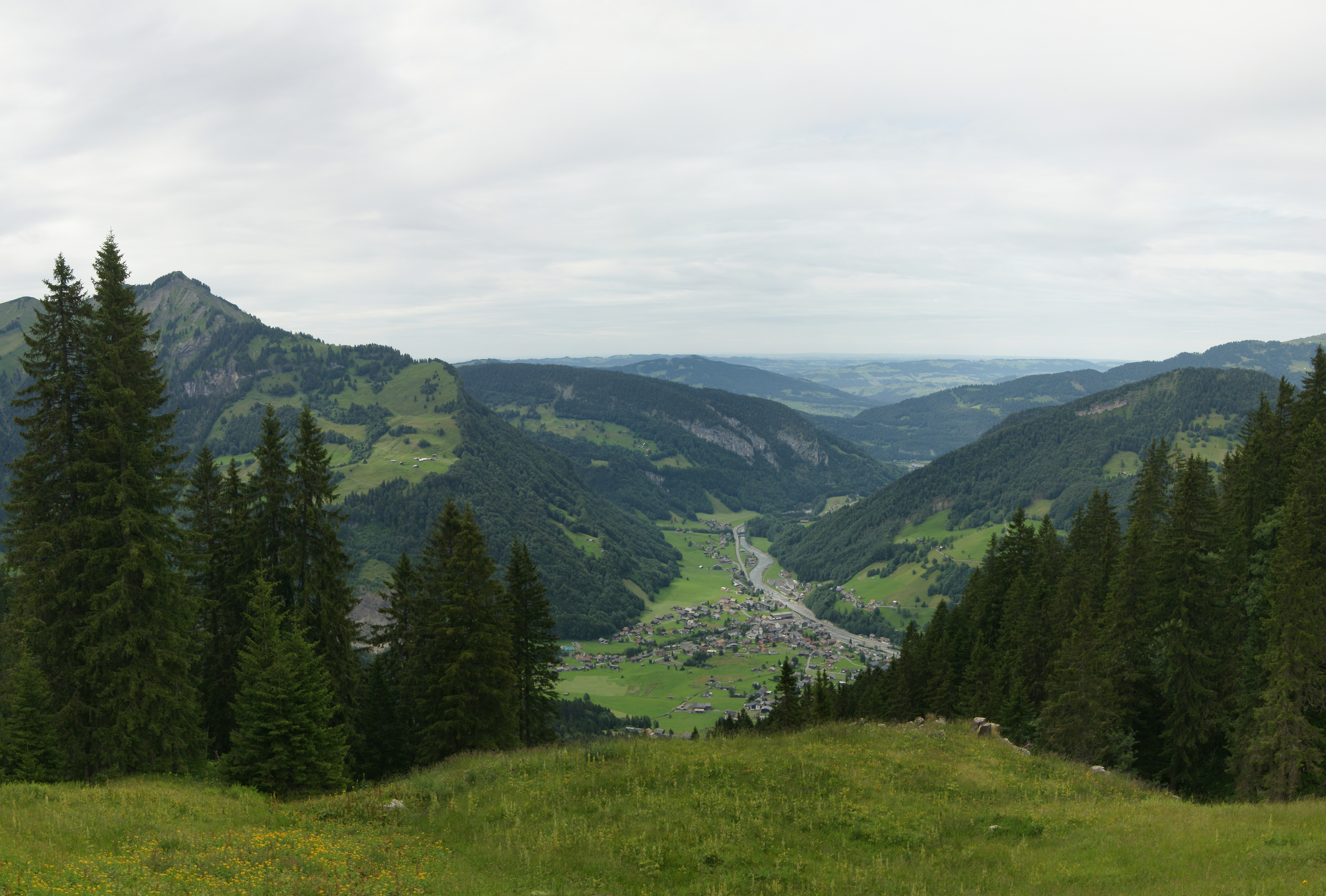
Mellau ze szczytu Hangspitze